# Cerodontha fujianensis
Cerodontha fujianensis este o specie de muște din genul Cerodontha, familia Agromyzidae, descrisă de Mitsuhiro Sasakawa în anul 1996. Conform Catalogue of Life specia Cerodontha fujianensis nu are subspecii cunoscute.